# 생방송 세상의 아침
《생방송 세상의 아침》은 대한민국의 KBS 2TV에서 방송되었던 아침 정보 프로그램이다. 

## 역대 방송시간

### 평일
| 방송 채널 | 부차                                | 방송 기간   | 방송 시간                                    |
| --------- | ----------------------------------- | ----------- | -------------------------------------------- |
| KBS 2TV   | 2001년 11월 5일 ~ 2002년 3월 1일    | 1부 2부 3부 | 아침 7:00~7:30 아침 7:30~8:00 아침 8:00~8:40 |
| KBS 2TV   | 2002년 3월 4일 ~ 2002년 4월 20일    | 1부 2부 3부 | 아침 6:30~7:20 아침 7:20~8:00 아침 8:00~8:40 |
| KBS 2TV   | 2002년 4월 22일 ~ 2002년 5월 29일   | 1부 2부 3부 | 아침 6:00~7:20 아침 7:20~8:00 아침 8:00~8:40 |
| KBS 2TV   | 2002년 5월 30일 ~ 2002년 6월 29일   | 1부 2부 3부 | 아침 5:30~7:20 아침 7:20~8:00 아침 8:00~8:40 |
| KBS 2TV   | 2002년 7월 1일 ~ 2002년 10월 25일   | 1부 2부 3부 | 아침 6:05~7:20 아침 7:20~8:00 아침 8:00~8:40 |
| KBS 2TV   | 2002년 10월 28일 ~ 2003년 2월 22일  | 1부 2부 3부 | 아침 6:05~7:00 아침 7:00~7:45 아침 7:45~8:25 |
| KBS 2TV   | 2003년 2월 24일 ~ 2003년 6월 21일   | 1부 2부 3부 | 아침 6:05~7:00 아침 7:00~7:45 아침 7:45~8:40 |
| KBS 2TV   | 2003년 6월 23일 ~ 2003년 11월 1일   | 1부 2부 3부 | 아침 6:05~7:00 아침 7:00~7:45 아침 7:45~8:25 |
| KBS 2TV   | 2003년 11월 3일 ~ 2004년 10월 30일  | 1부 2부 3부 | 아침 6:00~7:00 아침 7:00~7:45 아침 8:00~9:00 |
| KBS 2TV   | 2004년 11월 1일 ~ 2008년 11월 14일  | 1부 2부     | 아침 6:00~7:00 아침 7:00~8:00                |
| KBS 2TV   | 2008년 11월 17일 ~ 2009년 10월 16일 | 1부 2부     | 아침 6:30~7:00 아침 7:00~8:00                |

### 토요일
| 방송 채널 | 방송 기간                           | 방송 부차   | 방송 시간                                    |
| --------- | ----------------------------------- | ----------- | -------------------------------------------- |
| KBS 2TV   | 2006년 11월 25일 ~ 2008년 11월 15일 | 1부 2부 3부 | 아침 6:00~7:00 아침 7:00~8:00 아침 8:00~9:00 |
| KBS 2TV   | 2008년 11월 22일 ~ 2009년 10월 17일 | 1부 2부 3부 | 아침 6:30~7:00 아침 7:00~8:00 아침 8:00~9:00 |

## 역대 MC
- 평일 : 왕종근, 지승현, 백정원, 한상권, 홍소연, 이형걸, 김지윤, 이영호, 김윤지, 이정민
- 토요일 : 김현욱, 성세정, 최원정, 원석현, 김보민, 김기만, 이지애, 김경란, 김지윤, 엄지인, 백승주, 박현선, 이재후, 정은승, 이선영
- 윤인구, 오정연

## 제공 시보 (아침 7시)
- 매일우유
- 2001년 ~ 2002년 : LG생활건강 노비드, 드봉비누, 자연퐁
- 2002년 ~ 2003년 11월 1일 : 위니아딤채 발효과학 딤채, 뉴온 정수기
- 2003년 11월 3일 ~ 2005년 : KBS 2TV 아침 7시 시보

## 참고 사항
- 2000년대에 평일과 토요일 아침 시간대 최장수 프로그램 가운데 하나이며, 타이틀을 기록했다.

## 관련 보기
- KBS 뉴스광장 (KBS 1TV)
- MBC 뉴스투데이 (MBC)
- 출발! 모닝와이드 (SBS)

## 역대 아침 정보 프로그램
| 한국방송공사 아침 정보 프로그램                       | 한국방송공사 아침 정보 프로그램                         | 한국방송공사 아침 정보 프로그램                         |
| 이전 작품                                             | 작품명                                                  | 다음 작품                                               |
| ----------------------------------------------------- | ------------------------------------------------------- | ------------------------------------------------------- |
| 생방송 오늘 (2000) (2000년 5월 1일 ~ 2001년 11월 3일) | 생방송 세상의 아침 (2001년 11월 5일 ~ 2009년 10월 17일) | 생방송 오늘 (2009) (2009년 10월 19일 ~ 2011년 5월 28일) |